# Повернути відправнику
«Повернути відправнику» (англ. Return to Sender) — американський психологічний трилер 2015 року кінорежисера Фоада Мікаті з Розамунд Пайк та Ніком Нолті у головних ролях.

## Сюжет
Міранда Веллс звичайнісінька медсестра у міській лікарні. Вона молода і приваблива. Її життя тече по давно прокладеному руслу: кожен новий день схожий на попередній. Вона самотня і живе в маленькому провінційному містечку. Одного разу, намагаючись викинути з голови минулі невдалі стосунки з чоловіком, вона погоджується піти на «побачення наосліп». Але зустріч виявляється зовсім не такою приємною, як вона очікувала, Міранда плутає Кевіна з незнайомцем. Міранда бачить перед собою небезпечну і жорстоку людину, і вечір обертається для дівчини справжньою драмою, чоловік б'є і ґвалтує її. Героїня дає свідчення в поліції і злочинця затримують. Міранда знову і знову відчуває всередині себе пережиті емоції і жадає помсти. Зґвалтована жінка закохується в злочинця, починає відвідувати його у в'язниці, а після і зовсім будує з ним стосунки. Тепер вона шукає зустрічі з людиною, яка так жорстоко обійшлася з нею. Але кохання лише прикриття, адже її мотиви куди більш глибокі…
Головна героїня діє настільки витончено, що до самого кінця невідомо — чи справді вона любить ґвалтівника, або ж вичікує момент для того, щоб завдати у тисячу разів більш болючий удар.

## У ролях
| Актор                | Роль                         |
| -------------------- | ---------------------------- |
| Розамунд Пайк        | Міранда Веллс                |
| Шайло Фернандез      | Вільям Фінн                  |
| Нік Нолті            | Мітчел Веллс, батько Міранди |
| Камрін Менгейм       | Ненсі                        |
| Біллі Слотер         | Кевін                        |
| Румер Вілліс         | Дарлін                       |
| Ілліана Дуґлас       | Джуді                        |
| Стівен Луїс Граш     | Ренді                        |
| Єн Барфорд           | Ґарі Гарланд                 |
| Алексі Вассер        | Ейпріл                       |
| Скаут Тейлор-Комптон | Крістал                      |
| Ліанн Паттісон       | Едіт Браун                   |